# HD 108309
HD 108309，又名CD-48 7426，SAO 223443、HR 4734，是一颗恒星，视星等为6.26，位于銀經298.78，銀緯13.76，其B1900.0坐标为赤經12h 21m 31.2s，赤緯-48° 13.76′ 26″。